# Latreillia manningi
Latreillia manningi är en kräftdjursart som beskrevs av A. B. Williams 1982. Latreillia manningi ingår i släktet Latreillia och familjen Latreilliidae. Inga underarter finns listade i Catalogue of Life.